# 藤井陸平
藤井 陸平（ふじい りくへい、1984年3月21日 - ）は、日本の男性総合格闘家。青森県むつ市出身。和術慧舟會RJW所属。元ミドル級キング・オブ・パンクラシスト。
UFCで活躍する岡見勇信のスパーリングパートナーを務めており、「岡見二世」とも呼ばれる。

## 来歴
小学生から柔道を始め、大学まで続けた。大学の柔道部がなくなったのに伴いレスリングを始め、和術慧舟會RJWで総合格闘技を始めた。
2006年2月12日、第14回パンクラスゲート×2で水野竜也と対戦し、0-2の判定負け。6月4日、第16回パンクラスゲート×2で市川公貴と対戦し、肩固めで一本勝ち。その後、パンクラスゲートで2連勝を収めた。
2006年10月25日、パンクラス本戦デビュー戦で瓜田幸造と対戦し、0-3の判定負けを喫した。
2007年2月28日、パンクラスで佐藤光留と対戦し、0-2の判定負けを喫した。
2007年5月6日、パンクラスのネオブラッド・トーナメント・ミドル級（-82kg）に出場。1回戦で阿部健太郎にスピニングチョークで一本勝ち。7月27日の決勝では岩見谷智義に3-0の判定勝ちを収め優勝を果たした。
2008年6月22日、CAGE FORCE初参戦となったCAGE FORCE 07で村山暁洋と対戦し、3-0の判定勝ちを収めた。
2009年8月16日、M-1 Challengeオランダ大会の「スペイン vs. 日本」でレイコ・カキンと対戦し、3-0の判定勝ちを収めた。
2009年12月5日のCAGE FORCEでKenjiと対戦予定であったが、Kenjiがインフルエンザにより欠場し、代役としてダニエル・ロッキンボーとの対戦が決定。セミファイナルで対戦予定であったが、今度はロッキンボーが負傷欠場し、試合中止となった。
2010年1月24日、DEEP初参戦となったDEEP 45 IMPACTでRYOと対戦し、3-0の判定勝ちを収めた。
2010年8月27日、DEEP 49 IMPACTで飛鷺輝と対戦し、右ストレートでTKO勝ちを収めた。試合後、タイトル挑戦をアピールした。
2010年9月26日、CAGE FORCEのメインイベントで近藤有己と対戦し、3-0の判定勝ち。この試合は「CAGE FORCE対パンクラス対抗戦」第1弾として行なわれた。対戦発表時の記者会見では「勝ったら（パンクラスの）ベルトをいただきたい」「レジェンドを生きた化石にする」と発言していた。
2010年12月5日、ミドル級キング・オブ・パンクラスタイトルマッチで近藤有己と再戦し、3-0の判定勝ちを収め王座獲得に成功した。
2011年4月23日、ミドル級キング・オブ・パンクラス王座の返上と長期休養を発表した。
現在はニコニコ動画で配信中の時空動画シリーズの制作に参加している。動画内では柔道の技を繰り出す姿も見られる。

## 戦績

### プロ総合格闘技
| 総合格闘技 戦績 | 総合格闘技 戦績 | 総合格闘技 戦績 | 総合格闘技 戦績 | 総合格闘技 戦績 | 総合格闘技 戦績 | 総合格闘技 戦績 |
| --------------- | --------------- | --------------- | --------------- | --------------- | --------------- | --------------- |
| 12 試合         | (T)KO           | 一本            | 判定            | その他          | 引き分け        | 無効試合        |
| 9 勝            | 1               | 1               | 7               | 0               | 0               | 0               |
| 3 敗            | 0               | 0               | 3               | 0               | 0               | 0               |

| 勝敗 | 対戦相手       | 試合結果                    | 大会名                                                                         | 開催年月日     |
| ○    | 近藤有己       | 5分3R終了 判定3-0           | PANCRASE 2010 PASSION TOUR 【ミドル級キング・オブ・パンクラス タイトルマッチ】 | 2010年12月5日  |
| ○    | 近藤有己       | 5分3R終了 判定3-0           | CAGE FORCE                                                                     | 2010年9月26日  |
| ○    | 飛鷺輝         | 1R 3:52 TKO（右ストレート） | DEEP 49 IMPACT                                                                 | 2010年8月27日  |
| ○    | RYO            | 5分2R終了 判定3-0           | DEEP 45 IMPACT                                                                 | 2010年1月24日  |
| ○    | レイコ・カキン | 5分2R終了 判定3-0           | M-1 Challenge 18: Netherlands 2日目 【スペイン vs. 日本 84kg以下級】           | 2009年8月16日  |
| ○    | 大類宗次朗     | 5分3R終了 判定3-0           | CAGE FORCE EX -eastern bound-                                                  | 2009年2月28日  |
| ×    | 佐藤豪則       | 5分3R終了 判定0-3           | CAGE FORCE EX -eastern bound-                                                  | 2008年11月8日  |
| ○    | 村山暁洋       | 5分3R終了 判定3-0           | CAGE FORCE 07                                                                  | 2008年6月22日  |
| ○    | 岩見谷智義     | 5分2R終了 判定3-0           | PANCRASE 2007 RISING TOUR 【ネオブラッド・トーナメント ミドル級 決勝】         | 2007年7月27日  |
| ○    | 阿部健太郎     | 1R 3:20 スピニングチョーク  | PANCRASE 2007 RISING TOUR 【ネオブラッド・トーナメント ミドル級 準決勝】       | 2007年5月6日   |
| ×    | 佐藤光留       | 5分2R終了 判定0-2           | PANCRASE 2007 RISING TOUR                                                      | 2007年2月28日  |
| ×    | 瓜田幸造       | 5分2R終了 判定0-3           | PANCRASE 2006 BLOW TOUR                                                        | 2006年10月25日 |

### アマチュア総合格闘技
| 勝敗 | 対戦相手 | 試合結果                 | 大会名                                       | 開催年月日    |
| ○    | 長屋圭三 | 1R 2:14 腕ひしぎ十字固め | PANCRASE 2006 BLOW TOUR 【パンクラスゲート】 | 2006年9月16日 |
| ○    | 人見友和 | 1R 2:01 KO（膝蹴り）     | PANCRASE 2006 BLOW TOUR 【パンクラスゲート】 | 2006年7月28日 |
| ○    | 市川公貴 | 2R 1:05 肩固め           | 第16回パンクラスゲート×2                     | 2006年6月4日  |
| ×    | 水野竜也 | 3分2R終了 判定0-2        | 第14回パンクラスゲート×2                     | 2006年2月12日 |

## 獲得タイトル
- パンクラス 第13回ネオブラッド・トーナメント ミドル級 優勝（2007年）
- 第10代ミドル級キング・オブ・パンクラス王座（2010年）